# Cytora fasciata
Cytora fasciata es una especie de molusco gasterópodo de la familia Pupinidae.

## Distribución geográfica
Se encuentra en Nueva Zelanda.